# Liste der Wappen in Katalonien
Die Liste der Wappen in Katalonien beinhaltet alle in der Wikipedia gelisteten Wappen der Comarques in Katalonien. In dieser Liste werden die Wappen mit dem Link zur Comarca und gegebenenfalls zur Liste der jeweiligen Gemeindewappen angezeigt. 

## Wappen von Katalonien

Wappen von Katalonien
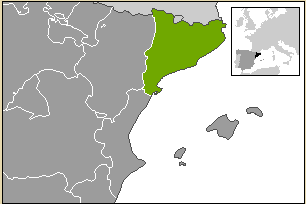
Lage von Katalonien in Europa Wappen in Spanien

## Wappen der Comarques in Katalonien

Alt Camp Wappen der Gemeinden
Alt Empordà Wappen der Gemeinden
Alt Penedès Wappen der Gemeinden
Alt Urgell
Alta Ribagorça
Anoia
Bages
Baix Camp
Baix Ebre
Baix Empordà
Baix Llobregat
Baix Penedès
Barcelonès
Berguedà
Cerdanya
Conca de Barberà
Garraf
Garrigues
Garrotxa
Gironès
Maresme
Montsià
Noguera
Osona
Pallars Jussà
Pallars Sobirà
Pla de l’Estany
Pla d’Urgell
Priorat
Ribera d’Ebre
Ripollès
Segarra
Segrià
Selva
Solsonès
Tarragonès
Terra Alta
Urgell
Val d’Aran
Vallès Occidental
Vallès Oriental